# 제임스 윌리엄스리처드슨
제임스 윌리엄스리처드슨(영어: James Williams-Richardson, 1988년 5월 5일 ~ )은 앵귈라의 축구 선수로 포지션은 미드필더이다. 현재는 펜 앤 타일러 그린(2012년 ~ 현재) 소속으로 뛰고 있다. 과거 메이든헤드 유나이티드(2007년 ~ 2012년) 소속으로 뛰었으며 2008년에는 앵귈라 축구 국가대표팀 경기에 출전하기도 했다.